# Питхорагарх (округ)
Питхорагарх (хинди पिथौरागढ़, англ. Pithoragarh) — округ в штате Уттаракханд на севере Индии, в регионе Кумаон. Административный центр — город Питхорагарх.
На севере округа начинается Тибетское плато. Для рельефа округа характерны заснеженные вершины, узкие долины, многочисленные водопады на ручьях, стекающих с ледников, а также альпийские луга и горные леса. Флора и фауна отличаются большим биоразнообразием.
В округе разрабатываются месторождения магниевых и медных руд, известняка и сланцев.
Население округа — 462 289 жителей (2001), среди них индусов — 456 277, мусульман — 4 031 и христиан — 1 215 человек.
Через Питхорагарх проходит паломнический маршрут к священной горе Кайлас.